# Diego Fernández (Cembalobauer)
Diego Fernández (* 26. Dezember 1703 in Vera; † 15. Februar 1775) war ein andalusischer Cembalobauer, der am Spanischen Königshof in Madrid gewirkt hat.

## Leben
Fernández wurde als Sohn von Juan Fernández und Maria Caparrós Sala geboren.
Ab 1722 bis zu seinem Tod im Jahr 1775 arbeitete er für den Spanischen Hof. Dies geht aus Rechnungen an den Hof hervor. Er reparierte Cembali und baute auch neue Instrumente. Die neuen Cembali vor allem für die spanische Königin Maria Barbara de Bragança, eine große Musikerin und bereits in Portugal Schülerin von Domenico Scarlatti, der mehr als 500 Stücke für sie schrieb und ihr an den Hof nach Madrid folgte.

## Instrumente
Königin Barbara besaß zwölf Cembali, von denen mindestens drei von Fernandéz gebaut worden waren.
In den Archiven des Palacio Real findet sich eine Rechnung von 1749 von Fernandéz für ein Cembalo für Königin Barbara und aus dem Jahr 1757 eine Rechnung über zwei Cembali mit je 61 Tasten.